# Rödkläppen, Korpo
Rödkläppen är en ö i Finland. Den ligger i Skärgårdshavet och i kommunen Pargas i den ekonomiska regionen  Åboland i landskapet Egentliga Finland, i den sydvästra delen av landet. Ön ligger omkring 69 kilometer sydväst om Åbo och omkring 180 kilometer väster om Helsingfors. Rödkläppen ligger 5 meter över havet.
Öns area är 0,7 hektar och dess största längd är 170 meter i öst-västlig riktning.